# Kazuya Murata
Kazuya Murata (村田 和哉 Murata Kazuya?, nacido el 7 de octubre de 1988 en Shiga) es un futbolista japonés que se desempeña como delantero en el Renofa Yamaguchi FC de la J2 League.

## Trayectoria

### Clubes
| Club                         | País  | Año         |
| ---------------------------- | ----- | ----------- |
| Cerezo Osaka                 | Japón | 2011 - 2012 |
| Shimizu S-Pulse              | Japón | 2013 - 2018 |
| Kashiwa Reysol               | Japón | 2019 -      |
| Avispa Fukuoka (cedido)      | Japón | 2019        |
| Renofa Yamaguchi FC (cedido) | Japón | 2020 -      |

## Estadística de carrera

### J. League
| Club            | Año   | J. League | J. League | Copa J. League | Copa J. League | Total | Total |
| Club            | Año   | Part.     | Goles     | Part.          | Goles          | Part. | Goles |
| --------------- | ----- | --------- | --------- | -------------- | -------------- | ----- | ----- |
| Cerezo Osaka    | 2011  | 6         | 1         | 1              | 0              | 7     | 1     |
| Cerezo Osaka    | 2012  | 13        | 1         | 7              | 0              | 20    | 1     |
| Shimizu S-Pulse | 2013  | 23        | 1         | 2              | 0              | 25    | 1     |
| Shimizu S-Pulse | 2014  | 29        | 3         | 3              | 0              | 32    | 3     |
| Shimizu S-Pulse | 2015  | 15        | 1         | 3              | 0              | 18    | 1     |
| Shimizu S-Pulse | 2016  | 36        | 5         | -              | -              | 36    | 5     |
| Shimizu S-Pulse | 2017  | 19        | 0         | 5              | 0              | 24    | 0     |
| Total           | Total | 141       | 12        | 21             | 0              | 162   | 12    |